# Championnat de Russie de football de troisième division 2006
Navigation
Édition précédente Édition suivante
La saison 2006 de Vtoroï Divizion est la quinzième édition de la troisième division russe. Elle prend place du 9 avril au 4 novembre 2006.
Quatre-vingt-un clubs du pays sont divisés en cinq zones géographiques (Centre, Est, Ouest, Oural-Povoljié, Sud) contenant entre treize et dix-neuf équipes chacune, où ils s'affrontent deux à trois fois, à domicile et à l'extérieur. En fin de saison, le dernier de chaque zone est relégué en quatrième division, tandis que le vainqueur de chaque zone est directement promu en deuxième division.

## Compétition

### Règlement
Le classement est établi sur le barème de points suivant : trois points pour une victoire, un pour un match nul et aucun pour une défaite. Pour départager les équipes à égalité de points, les critères suivants sont utilisés :
1. Nombre de matchs gagnés
2. Confrontations directes (points, matchs gagnés, différence de buts, buts marqués, buts marqués à l'extérieur)
3. Différence de buts générale
4. Buts marqués (général)
5. Buts marqués à l'extérieur (général)

### Zone Centre

#### Participants
Légende des couleurs
- Relégué de deuxième division
- Promu de quatrième division

| Club                | D3 depuis | Classement 2005    |
| ------------------- | --------- | ------------------ |
| Metallourg Lipetsk  | 2006      | 20 (D2)            |
| Riazan-Agrokomplekt | 2000      | 2                  |
| Vitiaz Podolsk      | 2001      | 3                  |
| Spartak Loukhovitsy | 1998      | 4                  |
| Saturn-2 Iegorievsk | 1998      | 5                  |
| Spartak-MJK Riazan  | 2005      | 6                  |
| Mordovia Saransk    | 2005      | 7                  |
| Lokomotiv Liski     | 2005      | 8                  |
| Spartak Tambov      | 1997      | 9                  |
| Don Novomoskovsk    | 1996      | 10                 |
| Nika Moscou         | 2005      | 11                 |
| FK Ielets           | 2000      | 12                 |
| Lobnia-Alla         | 2004      | 13                 |
| Lokomotiv Kalouga   | 1998      | 14                 |
| Zénith Penza        | 2002      | 17                 |
| Dinamo Voronej      | 2006      | 1 (D4, Tchernozem) |
| FK Goubkine         | 2006      | 2 (D4, Tchernozem) |
| Zvezda Serpoukhov   | 2006      | Fondation          |

#### Classement
| Rang | Équipe               | Pts | J  | G  | N  | P  | Bp | Bc | Diff |
| ---- | -------------------- | --- | -- | -- | -- | -- | -- | -- | ---- |
| 1    | Spartak-MJK Riazan   | 78  | 30 | 25 | 3  | 6  | 70 | 36 | +34  |
| 2    | Mordovia Saransk     | 72  | 30 | 22 | 6  | 6  | 64 | 30 | +34  |
| 3    | Lobnia-Alla          | 62  | 30 | 18 | 8  | 8  | 54 | 34 | +20  |
| 4    | Riazan-Agrokomplekt  | 61  | 30 | 17 | 10 | 7  | 48 | 30 | +18  |
| 5    | Vitiaz Podolsk       | 60  | 30 | 18 | 6  | 10 | 53 | 40 | +13  |
| 6    | Metallourg Lipetsk R | 53  | 30 | 14 | 11 | 9  | 45 | 27 | +18  |
| 7    | Spartak Loukhovitsy  | 49  | 30 | 13 | 10 | 11 | 40 | 35 | +5   |
| 8    | FK Goubkine P        | 47  | 30 | 12 | 11 | 11 | 41 | 48 | -7   |
| 9    | Don Novomoskovsk     | 46  | 30 | 12 | 10 | 12 | 41 | 46 | -5   |
| 10   | Lokomotiv Liski      | 43  | 30 | 12 | 7  | 15 | 45 | 54 | -9   |
| 11   | FK Ielets            | 41  | 30 | 11 | 8  | 15 | 38 | 51 | -13  |
| 12   | Dinamo Voronej P     | 35  | 30 | 9  | 8  | 17 | 40 | 48 | -8   |
| 13   | Spartak Tambov       | 35  | 30 | 9  | 8  | 17 | 27 | 46 | -19  |
| 14   | Lokomotiv Kalouga    | 35  | 30 | 8  | 11 | 15 | 34 | 47 | -13  |
| 15   | Zvezda Serpoukhov P  | 34  | 30 | 8  | 10 | 16 | 30 | 45 | -15  |
| 16   | Nika Moscou          | 33  | 30 | 8  | 9  | 17 | 37 | 53 | -16  |
| 17   | Zénith Penza         | 29  | 30 | 7  | 8  | 19 | 38 | 58 | -20  |
| 18   | Saturn-2 Iegorievsk  | 29  | 30 | 7  | 8  | 19 | 27 | 44 | -17  |

Promotion en deuxième division
- 1er et 2e : promotion

Relégation en quatrième division
- 14e : rétrogradation

Abréviations
- P : Promu de quatrième division
- R : Relégué de deuxième division

1. ↑  Le Mordovia Saransk est promu en deuxième division pour remplacer le Volgar Astrakhan.
2. ↑  Le Lokomotiv Kalouga se retire de la compétition à l'issue de la saison.

### Zone Est

#### Participants
Légende des couleurs
- Relégué de deuxième division

| Club                              | D3 depuis | Classement 2005 |
| --------------------------------- | --------- | --------------- |
| FK Tchita                         | 2006      | 15 (D2)         |
| Metallourg-Kouzbass Novokouznetsk | 2006      | 18 (D2)         |
| Amour Blagovechtchensk            | 2006      | 19 (D2)         |
| Okean Nakhodka                    | 1997      | 2               |
| Dinamo Barnaoul                   | 1994      | 3               |
| Irtych-1946 Omsk                  | 1999      | 4               |
| Zvezda Irkoutsk                   | 1997      | 5               |
| Smena Komsomolsk-sur-l'Amour      | 2002      | 6               |
| Sibiriak Bratsk                   | 1998      | 7               |
| Tchkalovets Novossibirsk          | 2005      | 8               |
| Zaria Leninsk-Kouznetski          | 2005      | 9               |
| Kouzbass-Dinamo Kemerovo          | 2005      | 10              |
| Chakhtior Prokopievsk             | 2001      | 11              |

#### Classement
| Rang | Équipe                              | Pts | J  | G  | N  | P  | Bp | Bc | Diff |
| ---- | ----------------------------------- | --- | -- | -- | -- | -- | -- | -- | ---- |
| 1    | Zvezda Irkoutsk                     | 89  | 36 | 28 | 5  | 3  | 92 | 24 | +68  |
| 2    | Metallourg-Kouzbass Novokouznetsk R | 82  | 36 | 25 | 7  | 4  | 79 | 22 | +57  |
| 3    | Okean Nakhodka                      | 63  | 36 | 19 | 6  | 11 | 52 | 38 | +14  |
| 4    | Dinamo Barnaoul                     | 59  | 36 | 17 | 8  | 11 | 51 | 38 | +13  |
| 5    | Smena Komsomolsk-sur-l'Amour        | 59  | 36 | 15 | 14 | 7  | 45 | 33 | +12  |
| 6    | Irtych-1946 Omsk                    | 58  | 36 | 16 | 10 | 10 | 51 | 38 | +13  |
| 7    | Sibiriak Bratsk                     | 57  | 36 | 16 | 9  | 11 | 42 | 38 | +4   |
| 8    | FK Tchita R                         | 57  | 36 | 16 | 9  | 11 | 66 | 38 | +28  |
| 9    | Amour Blagovechtchensk R            | 43  | 36 | 12 | 7  | 17 | 34 | 53 | -19  |
| 10   | Tchkalovets Novossibirsk            | 25  | 36 | 5  | 10 | 21 | 28 | 68 | -40  |
| 11   | Kouzbass-Dinamo Kemerovo            | 23  | 36 | 5  | 8  | 23 | 21 | 70 | -49  |
| 12   | Chakhtior Prokopievsk               | 20  | 36 | 5  | 5  | 26 | 19 | 73 | -54  |
| 13   | Zaria Leninsk-Kouznetski            | 13  | 36 | 1  | 10 | 25 | 19 | 66 | -47  |

Promotion en deuxième division
- 1er et 2e : promotion

Relégation en quatrième division
- 10e et 11e : rétrogradation

Abréviations
- R : Relégué de deuxième division

1. ↑  Le Metallourg-Kouzbass Novokouznetsk est promu en deuxième division pour remplacer le Lada Togliatti.
2. 1 2  Le Tchkalovets Novossibirsk et le Kouzbass-Dinamo Kemerovo se retirent de la compétition à l'issue de la saison.

### Zone Ouest

#### Participants
Légende des couleurs
- Relégué de deuxième division
- Promu de quatrième division

| Club                                 | D3 depuis | Classement 2005       |
| ------------------------------------ | --------- | --------------------- |
| Petrotrest Saint-Pétersbourg         | 2006      | 21 (D2)               |
| Dinamo Vologda                       | 1994      | 2                     |
| Torpedo Vladimir                     | 2001      | 3                     |
| Volotchanine-Ratmir Vychni Volotchek | 1998      | 4                     |
| Nara-CBFR Naro-Fominsk               | 2005      | 5                     |
| Zénith-2 Saint-Pétersbourg           | 1998      | 6                     |
| Tekstilchtchik-Telekom Ivanovo       | 2003      | 7                     |
| FK Reoutov                           | 2003      | 8                     |
| Cheksna Tcherepovets                 | 2000      | 9                     |
| Spartak Kostroma                     | 1998      | 10                    |
| Spartak Chtchiolkovo                 | 1995      | 11                    |
| Volga Tver                           | 2004      | 12                    |
| Arsenal Toula                        | 2005      | 13                    |
| FK Smolensk                          | 2005      | 14                    |
| Presnia Moscou                       | 2005      | 15                    |
| Sportakademklub Moscou               | 1998      | 16                    |
| Torpedo-RG Moscou                    | 2006      | 1 (D4, Moscou A)      |
| Baltika-2 Kaliningrad                | 2006      | 1 (D4, Nord-Ouest)    |
| Fortuna Mytichtchi                   | 2006      | 1 (D4, Podmoskovié A) |

#### Classement
| Rang | Équipe                               | Pts | J  | G  | N  | P  | Bp | Bc | Diff |
| ---- | ------------------------------------ | --- | -- | -- | -- | -- | -- | -- | ---- |
| 1    | Tekstilchtchik-Telekom Ivanovo       | 66  | 34 | 18 | 12 | 4  | 40 | 20 | +20  |
| 2    | Cheksna Tcherepovets                 | 60  | 34 | 18 | 6  | 10 | 52 | 37 | +15  |
| 3    | Spartak Kostroma                     | 60  | 34 | 17 | 9  | 8  | 50 | 33 | +17  |
| 4    | FK Reoutov                           | 57  | 34 | 17 | 6  | 11 | 51 | 35 | +16  |
| 5    | Torpedo Vladimir                     | 57  | 34 | 16 | 9  | 9  | 53 | 36 | +17  |
| 6    | Volga Tver                           | 56  | 34 | 18 | 2  | 14 | 46 | 39 | +7   |
| 7    | Torpedo-RG Moscou P                  | 52  | 34 | 16 | 4  | 14 | 43 | 39 | +4   |
| 8    | Nara-CBFR Naro-Fominsk               | 52  | 34 | 14 | 10 | 10 | 50 | 38 | +12  |
| 9    | Volotchanine-Ratmir Vychni Volotchek | 51  | 34 | 13 | 12 | 9  | 34 | 26 | +8   |
| 10   | Dinamo Vologda                       | 49  | 34 | 14 | 7  | 13 | 49 | 50 | -1   |
| 11   | Spartak Chtchiolkovo                 | 46  | 34 | 12 | 10 | 12 | 41 | 36 | +5   |
| 12   | Fortuna Mytichtchi P                 | 46  | 34 | 12 | 10 | 12 | 34 | 34 | 0    |
| 13   | Zénith-2 Saint-Pétersbourg           | 37  | 34 | 9  | 10 | 15 | 46 | 59 | -13  |
| 14   | Sportakademklub Moscou               | 36  | 34 | 9  | 9  | 16 | 35 | 51 | -16  |
| 15   | Petrotrest Saint-Pétersbourg R       | 34  | 34 | 10 | 4  | 20 | 47 | 60 | -13  |
| 16   | Baltika-2 Kaliningrad P              | 32  | 34 | 8  | 8  | 18 | 39 | 58 | -19  |
| 17   | FK Smolensk                          | 32  | 34 | 8  | 8  | 18 | 24 | 51 | -27  |
| 18   | Arsenal Toula                        | 25  | 34 | 7  | 4  | 23 | 26 | 58 | -32  |
| 19   | Presnia Moscou                       | 0   | 0  | 0  | 0  | 0  | 0  | 0  | 0    |

Promotion en deuxième division
- 1er : promotion

Relégation en quatrième division
- 18e : relégation

- 12e : rétrogradation

- 19e : abandon

Abréviations
- P : Promu de quatrième division
- R : Relégué de deuxième division

1. ↑  Le Fortuna Mytichtchi se retire de la compétition à l'issue de la saison.
2. ↑  Le Presnia Moscou se retire de la compétition au bout de dix journées. L'intégralité de ses résultats sont annulés.

### Zone Oural-Povoljié

#### Participants
Légende des couleurs
- Promu de quatrième division

| Club                            | D3 depuis | Classement 2005   |
| ------------------------------- | --------- | ----------------- |
| Nosta Novotroïtsk               | 2001      | 3                 |
| Rubin-2 Kazan                   | 2004      | 4                 |
| Volga Nijni Novgorod            | 2001      | 6                 |
| SOYOUZ-Gazprom Ijevsk           | 2005      | 7                 |
| Zénith Tcheliabinsk             | 1998      | 8                 |
| Alnas Almetievsk                | 2001      | 10                |
| Ouralets Nijni Taguil           | 1998      | 11                |
| Dinamo Kirov                    | 1999      | 12                |
| Neftekhimik Nijnekamsk          | 2005      | 14                |
| Krylia Sovetov-SOK Dimitrovgrad | 2000      | 15                |
| Energetik Ouren                 | 1998      | 16                |
| Gazovik Orenbourg               | 1998      | 17                |
| FK Tioumen                      | 2006      | 1 (D4, Oural)     |
| Iounit Samara                   | 2006      | 1 (D4, Privoljié) |

#### Classement
| Rang | Équipe                          | Pts | J  | G  | N | P  | Bp | Bc | Diff |
| ---- | ------------------------------- | --- | -- | -- | - | -- | -- | -- | ---- |
| 1    | Nosta Novotroïtsk               | 53  | 24 | 16 | 5 | 3  | 45 | 13 | +32  |
| 2    | Gazovik Orenbourg               | 43  | 24 | 12 | 7 | 5  | 34 | 24 | +10  |
| 3    | Dinamo Kirov                    | 42  | 24 | 11 | 9 | 4  | 34 | 20 | +14  |
| 4    | Alnas Almetievsk                | 39  | 24 | 10 | 9 | 5  | 31 | 25 | +6   |
| 5    | SOYOUZ-Gazprom Ijevsk           | 38  | 24 | 12 | 2 | 10 | 34 | 26 | +8   |
| 6    | Energetik Ouren                 | 38  | 24 | 12 | 2 | 10 | 26 | 28 | -2   |
| 7    | Volga Nijni Novgorod            | 38  | 24 | 10 | 8 | 6  | 31 | 23 | +8   |
| 8    | Zénith Tcheliabinsk             | 34  | 24 | 11 | 1 | 12 | 36 | 33 | +3   |
| 9    | Iounit Samara P                 | 31  | 24 | 9  | 4 | 11 | 35 | 38 | -3   |
| 10   | FK Tioumen P                    | 30  | 24 | 8  | 6 | 10 | 38 | 43 | -5   |
| 11   | Neftekhimik Nijnekamsk          | 19  | 24 | 4  | 7 | 13 | 23 | 38 | -15  |
| 12   | Rubin-2 Kazan                   | 15  | 24 | 3  | 6 | 15 | 29 | 41 | -12  |
| 13   | Krylia Sovetov-SOK Dimitrovgrad | 14  | 24 | 4  | 2 | 18 | 15 | 59 | -44  |
| 14   | Ouralets Nijni Taguil           | 0   | 0  | 0  | 0 | 0  | 0  | 0  | 0    |

Promotion en deuxième division
- 1er : promotion

Relégation en quatrième division
- 6e : rétrogradation

- 14e : abandon

Abréviations
- P : Promu de quatrième division

1. ↑  L'Energetik Ouren se retire de la compétition à l'issue de la saison.
2. ↑  L'Ouralets Nijni Taguil se retire de la compétition au bout de huit journées. L'intégralité de ses résultats sont annulés.

### Zone Sud

#### Participants
Légende des couleurs
- Relégué de deuxième division
- Promu de quatrième division

| Club                          | D3 depuis | Classement 2005 |
| ----------------------------- | --------- | --------------- |
| Spartak Vladikavkaz           | 2006      | 15 (D1)         |
| Rotor Volgograd               | 2006      | 3               |
| Olimpia Volgograd             | 2000      | 4               |
| Spartak-UGP Anapa             | 2005      | 5               |
| Avtodor Vladikavkaz           | 1995      | 6               |
| Sotchi-04                     | 2005      | 7               |
| Droujba Maïkop                | 1999      | 9               |
| Krasnodar-2000                | 2001      | 10              |
| SKA Rostov                    | 2003      | 11              |
| Soudostroïtel Astrakhan       | 2000      | 12              |
| Tekstilchtchik Kamychine      | 2003      | 13              |
| Tchernomorets Novorossiisk    | 2006      | 1 (D4, Sud)     |
| FK Elista                     | 2006      | 2 (D4, Sud)     |
| Dagdizel Kaspiisk             | 2006      | 3 (D4, Sud)     |
| Kavkaztransgaz-2005 Ryzdvyany | 2006      | 4 (D4, Sud)     |
| Dinamo Stavropol              | 2006      | 5 (D4, Sud)     |
| FK Taganrog                   | 2006      | 7 (D4, Sud)     |

1. ↑  Le Rotor-2, qui était le principal représentant du Rotor Volgograd la saison dernière, prend officiellement l'identité de l'équipe première à partir de cette saison.

#### Classement
| Rang | Équipe                          | Pts | J  | G  | N  | P  | Bp | Bc | Diff |
| ---- | ------------------------------- | --- | -- | -- | -- | -- | -- | -- | ---- |
| 1    | Spartak Vladikavkaz R           | 84  | 32 | 27 | 3  | 2  | 81 | 20 | +61  |
| 2    | SKA Rostov                      | 82  | 32 | 26 | 4  | 2  | 74 | 17 | +57  |
| 3    | Tchernomorets Novorossiisk P    | 67  | 32 | 20 | 7  | 5  | 57 | 31 | +26  |
| 4    | Spartak-UGP Anapa               | 66  | 32 | 20 | 6  | 6  | 78 | 35 | +43  |
| 5    | Olimpia Volgograd               | 63  | 32 | 20 | 3  | 9  | 57 | 32 | +25  |
| 6    | Rotor Volgograd                 | 55  | 32 | 17 | 4  | 11 | 62 | 48 | +14  |
| 7    | Kavkaztransgaz-2005 Ryzdvyany P | 49  | 32 | 13 | 10 | 9  | 44 | 38 | +6   |
| 8    | Dinamo Stavropol P              | 40  | 32 | 11 | 7  | 14 | 48 | 39 | +9   |
| 9    | Sotchi-04                       | 37  | 32 | 10 | 7  | 15 | 36 | 51 | -15  |
| 10   | Avtodor Vladikavkaz             | 37  | 32 | 10 | 7  | 15 | 41 | 51 | -10  |
| 11   | Droujba Maïkop                  | 36  | 32 | 10 | 6  | 16 | 36 | 48 | -12  |
| 12   | FK Elista P                     | 34  | 32 | 10 | 4  | 18 | 38 | 76 | -38  |
| 13   | Dagdizel Kaspiisk P             | 34  | 32 | 9  | 7  | 16 | 33 | 56 | -23  |
| 14   | FK Taganrog P                   | 28  | 32 | 7  | 7  | 18 | 35 | 52 | -17  |
| 15   | Krasnodar-2000                  | 25  | 32 | 7  | 4  | 21 | 35 | 66 | -31  |
| 16   | Soudostroïtel Astrakhan         | 20  | 32 | 5  | 5  | 22 | 27 | 63 | -36  |
| 17   | Tekstilchtchik Kamychine        | 11  | 32 | 2  | 5  | 25 | 24 | 83 | -59  |

Promotion en deuxième division
- 1er et 2e : promotion

Relégation en quatrième division
- 13e : relégation

- 12e : abandon

Abréviations
- P : Promu de quatrième division
- R : Relégué de deuxième division

1. ↑  Le SKA Rostov est promu en deuxième division pour remplacer le Dinamo Makhatchkala.
2. ↑  Le FK Elista se retire de la compétition au bout de dix-huit journées. Ses matchs restants sont comptés comme des défaites sur tapis vert sur le score de 3-0 en faveur de l'adversaire.
3. ↑  Le Dagdizel Kaspiisk se voit refuser l'attribution d'une licence professionnelle pour la saison 2007 et est rétrogradé en quatrième division.

## Coupe PFL
La saison 2006 voit se jouer la quatrième édition de la coupe PFL à la fin de la saison durant le mois de novembre. Celle-ci regroupe les vainqueurs de chaque groupe au sein d'une poule unique et les voit s'affronter chacun une fois sur terrain neutre, au stade Loujniki de Moscou. Le premier au classement à l'issue du tournoi est désigné champion de la troisième division et se voit remettre le trophée de la coupe PFL.
Le Zvezda Irkoutsk remporte la compétition et est désigné champion de la troisième division.
| Rang | Équipe                         | Pts | J | G | N | P | Bp | Bc | Diff |  | Résultats (▼ dom., ► ext.)     | ZVE | SPV | NOS | SPR | TEK |
| ---- | ------------------------------ | --- | - | - | - | - | -- | -- | ---- |  | ------------------------------ | --- | --- | --- | --- | --- |
| 1    | Zvezda Irkoutsk                | 10  | 4 | 3 | 1 | 0 | 7  | 3  | +4   |  | Zvezda Irkoutsk                |     | 2-1 |     |     | 1-1 |
| 2    | Spartak Vladikavkaz            | 7   | 4 | 2 | 1 | 1 | 7  | 4  | +3   |  | Spartak Vladikavkaz            |     |     | 1-0 | 3-0 |     |
| 3    | Nosta Novotroïtsk              | 4   | 4 | 1 | 1 | 2 | 6  | 6  | 0    |  | Nosta Novotroïtsk              | 1-2 |     |     |     | 1-1 |
| 4    | Spartak-MJK Riazan             | 3   | 4 | 1 | 0 | 3 | 5  | 9  | -4   |  | Spartak-MJK Riazan             | 0-2 |     | 2-4 |     |     |
| 5    | Tekstilchtchik-Telekom Ivanovo | 3   | 4 | 0 | 3 | 1 | 1  | 4  | -3   |  | Tekstilchtchik-Telekom Ivanovo |     | 2-2 |     | 0-3 |     |